# Marokkaanse voetbalbond
De Fédération Royale Marocaine de Football of FRMF (Berbers: ⵜⴰⵙⴷⴰⵡⵉⵜ ⵜⴰⴳⵍⴷⴰⵏⵜ ⵜⴰⵎⵖⵔⴰⴱⵉⵜ ⵏ ⵜⵡⵊⴰ ⵏ ⵓⴹⴰⵔ, Arabisch: الجامعة الملكية المغربية لكرة القدم) is de Marokkaanse voetbalbond. De bond werd in  1955 opgericht. Onder de  FRMF vallen de sporten voetbal - inclusief de varianten zaalvoetbal en strandvoetbal, voor zowel mannen als vrouwen.
De FRMF organiseert landelijke competities, bekertoernooien en evenementen, coördineert de nationale elftallen en beheert de bedrijfstak voetbal. Verder participeert de bond in maatschappelijke projecten.

## Records van het nationale team
- FIFA World Cup
  - Deelnames (6 keer): 1970, 1986, 1994, 1998, 2018, 2022.
  - Beste resultaat: Halve finale (2022)
- Africa Cup
  - Deelnames (19 keer): 1972, 1976, 1978, 1980, 1986, 1988, 1992, 1998, 2000, 2002, 2004, 2006, 2008, 2012, 2013, 2017, 2019, 2021, 2023.
  - Beste resultaat: Winnaar (1976)
- African Championship of Nations
  - Deelnames (4 keer): 2014, 2016, 2018, 2020.
  - Beste resultaat: Winnaar (2018, 2020)
- Arab Nations Cup
  - Deelnames (4 keer): 1998, 2002, 2012, 2021.
  - Beste resultaat: Winnaar (2012)
- PAN Arab Games
  - Deelnames (4 keer): 1957, 1961, 1976, 1985.
  - Beste resultaat: Winnaar (1961, 1976)

## Nationale voetbalelftallen
- Marokkaans voetbalelftal
- Marokkaans lokaal voetbalelftal
- Marokkaans voetbalelftal onder 23
- Marokkaans voetbalelftal onder 20
- Marokkaans voetbalelftal onder 17
- Marokkaans olympisch voetbalelftal
- Marokkaans vrouwenvoetbalelftal